# HSC '21
HSC '21 is een Nederlandse amateurvoetbalclub uit het Twentse Haaksbergen. De club is opgericht op 21 juni 1921. Het eerste elftal van de club speelt in de Derde divisie A (seizoen 2025/26).

## Geschiedenis
HSC '21 begon ooit onder de naam DIO (Door Inspanning Ontspanning), maar omdat er bij de bond al een club speelde met diezelfde naam, werd de naam nog hetzelfde jaar omgedoopt tot HAC (Haaksbergse Athletiek Club). HAC speelde in de RKF (Rooms Katholieke Federatie). In 1935 leidde een financieel geschil over de aanleg van een tweede veld tot de afsplitsing van een groep leden die ging spelen onder de naam HVC (Haaksbergse Voetbal Club). In 1939 werden beide verenigingen op last van het kerkbestuur en de RKF gesommeerd weer samen te gaan. In november 1939 was RKHSC(Rooms Katholieke Haaksbergse Sport Club) een feit.
Nadat de RKF in 1940 was opgegaan in de KNVB werd RKHSC ingedeeld in de derde klasse. Na de degradatie in 1941 speelde de club jarenlang een bescheiden rol. In 1969 werden de letters RK voor de clubnaam geschrapt en werd de huidige naam HSC'21 aangenomen.
In 1970 begon de grote opmars. Na kampioenschappen in 1971, 1973, 1976 en 1984 speelde HSC'21 in 1984 voor het eerst op Hoofdklasseniveau, de hoogste amateurklasse. Daar groeide de vereniging uit tot een topamateurclub en behaalde afdelingskampioenschappen in 1989, 1997, 1999, 2001, 2003 en 2004. In 1999 en 2004 werd HSC'21 eveneens algeheel zondagamateurkampioen en in 1999 zelfs algeheel amateurkampioen. In 2000, 2005 en 2010 werd de districtsbeker gewonnen. In het seizoen 2009/10 miste de club promotie naar de nieuwe Topklasse waardoor de club in het seizoen 2010/11 op het een na hoogste amateurniveau speelde. In dat seizoen won HSC'21 de zondagstitel Hoofdklasse C waardoor het in het seizoen 2011/12 uitkomt in de Topklasse.
De vereniging is sinds 1927 gevestigd op sportpark Groot Scholtenhagen, waar ook onder andere hockey-, tennis- en zwemfaciliteiten aanwezig zijn. In 2005 is het hoofdveld voorzien van kunstgras. De club maakt verder gebruik van drie velden en twee trainingsvelden. De club heeft momenteel meer dan 1.000 leden verdeeld over 45 teams (11 senioren, 2 Futsal, 12 junioren en 20 pupillen).

## Erelijst
Algemeen amateurkampioen: 1999
Zondagamateurkampioen: 1999, 2004
Hoofdklasse: 1989, 1997, 1999, 2001, 2003, 2004, 2011
Districtbeker in 2000, 2005, 2010

## Competitieresultaten 1941–heden
| 9 3D |

| 7 4A |

| 6 4A |

| 4 4A |

|  |

| 2 4B |

| 7 4B |

| 11 4A |

| 12 4A |

| 8 4A |

| 3 4A |

| 7 4A |

| 3 4B |

| 9 4B |

| 4 4A |

| 9 4A |

| 3 4B |

| 7 4B |

| 5 4B |

| 3 4B |

| 7 4A |

| 2 4C |

| 9 4C |

| 10 4C |

| 9 4C |

| 7 4C |

| 5 4C |

| 3 4C |

| 4 4C |

| 7 4C |

| 1 4C |

| 4 3C |

| 1 3A |

| 10 2B |

| 4 2B |

| 1 2B |

| 7 1D |

| 4 1D |

| 8 1D |

| 8 1D |

| 4 1D |

| 8 1D |

| 8 1D |

| 1 1D |

| 9 B |

| 11 B |

| 9 B |

| 10 B |

| 1 B |

| 13 B |

| 1 1D |

| 10 B |

| 9 B |

| 7 B |

| 11 B |

| 4 B |

| 1 C |

| 3 C |

| 1 C |

| 2 C |

| 1 C |

| 3 C |

| 1 C |

| 1 C |

| 7 C |

| 6 C |

| 6 C |

| 5 C |

| 5 C |

| 9 C |

| 1 C |

| 5 |

| 6 |

| 9 |

| 11 |

| 8 |

| 7 |

| 14 |

| 12 |

| -- |

| -- |

| 9 |

| 6 |

| 8 A |

| Derde divisie Topklasse | Hoofdklasse | Eerste klasse | Tweede klasse | Derde klasse | Vierde klasse |

In elke staaf van de grafiek staat van boven naar beneden vermeld: 
- Eindnotering

Dit is de positie die de club heeft bereikt in de competitie, zonder eventuele beslissings-, play-off- of nacompetitiewedstrijden die nodig zijn geweest om bijvoorbeeld de kampioen van de competitie te bepalen.
Indien een * achter het getal staat is de notering een tussenstand en kan het zijn dat de notering niet overeenkomt met de uiteindelijke eindstand van de competitie.
Staat er een - dan is het seizoen nog bezig en is er geen definitieve uitslag bekend.
Staat er xx op de positie van de notering, dan heeft de club vroegtijdig de competitie verlaten. Dit kan onder andere komen door terugtrekking van het team, faillissement van de club of door een uitgedeelde straf van de KNVB. In veel gevallen staat elders in het artikel de reden vermeld.
Staat er een ? dan is het resultaat uit het verleden onbekend, en is alleen de competitie of het niveau bekend van dat seizoen.
In de seizoenen 2019/20 en 2020/21 werd wegens de coronacrisis het amateurvoetbal afgebroken. Daardoor kennen deze staven geen eindklassering (middels -- weergegeven).
- Competitieniveau en afdelingsletter of Officiële eindstand Eredivisie
  - Competitieniveau en afdelingsletter

Hierbij geeft het getal het niveau weer, dat ook terug te vinden is in de legenda. De letter is de afdelingsaanduiding en wordt gebruikt wanneer er meer afdelingen zijn op hetzelfde niveau. De afdelingsletter is altijd een hoofdletter en wordt meestal zonder nummer gebruikt.
Voorbeeld: 2F is niveau 2e klasse competitie F.
Het competitieniveau en nummer wordt niet vermeld wanneer er slechts één competitie van dit niveau was.
  - Officiële eindstand Eredivisie (getal staat tussen haakjes vermeld)

Sinds de introductie van play-offwedstrijden voor Europees voetbal na afloop van de reguliere competitie in 2005/06, is de KNVB verplicht een eindstand van de Eredivisie door te geven aan de UEFA aan de hand van deze play-offwedstrijden.
Bij deze eindstand staan clubs die zich hebben gekwalificeerd voor Europees voetbal hoger dan clubs die zich niet wisten te kwalificeren. Indien er geen verschil was tussen de eindnotering en de officiële eindstand, staat dit getal niet vermeld.

- Onderafdeling

Hier staat afgekort de naam van de onderafdeling indien de club in dat jaar in een onderafdeling uitkwam. Tevens staat deze afkorting in de legenda en wordt gelinkt naar het artikel over deze onderafdeling. Deze afkorting wordt alleen vermeld wanneer de club in het verleden in verschillende onderafdelingen heeft gespeeld. Deze vermelding is in de staaf altijd in kleine letters. Deze onderafdelingen zijn na het seizoen 1995/96 afgeschaft. Heeft de club in slechts één onderafdeling gespeeld, dan is dit alleen terug te vinden in de legenda.
Onder de staaf staat het jaartal vermeld waarin het seizoen is afgesloten. 15 verwijst naar het seizoen 2014/15 of eventueel het seizoen 1914/15.
Wanneer een staaf leeg is, zijn deze gegevens niet bekend. Het kan ook zijn dat de club dat seizoen niet heeft meegespeeld op het hogere amateurniveau, vroegtijdig de competitie heeft verlaten of uit de competitie is gezet.

In het seizoen 1944/45 was er wegens de Tweede Wereldoorlog geen regulier competitievoetbal.

## HSC '21 in de KNVB Beker
Dit schema laat de resultaten zien van HSC '21 tegen profclubs in de KNVB Beker.
| Seizoen | Ronde    | Wedstrijd                     | Uitslag         |
| ------- | -------- | ----------------------------- | --------------- |
| 1989/90 | 1e ronde | HSC '21 - Willem II           | 0-2             |
| 1996/97 | Groep 3  | HSC '21 - BV Veendam          | 1-4             |
| 1996/97 | Groep 3  | FC Twente - HSC '21           | 8-0             |
| 1997/98 | Groep 2  | Heracles '74 - HSC '21        | 2-0             |
| 1997/98 | Groep 2  | HSC '21 - De Graafschap       | 0-5             |
| 1999/00 | Groep 5  | HSC '21 - NEC Nijmegen        | 0-1 R*          |
| 2000/01 | Groep 19 | De Graafschap - HSC '21       | 3-2             |
| 2001/02 | Groep 16 | Heracles Almelo - HSC '21     | 1-0             |
| 2001/02 | Groep 16 | HSC '21 - De Graafschap       | 0-7             |
| 2002/03 | Groep 15 | FC Twente - HSC '21           | 4-1             |
| 2003/04 | 1e ronde | HSC '21 - FC Groningen        | 1-4             |
| 2005/06 | 1e ronde | HSC '21 - Stormvogels Telstar | 1-0             |
| 2005/06 | 2e ronde | HSC '21 - FC Eindhoven        | 0-2             |
| 2006/07 | 2e ronde | HSC '21 - FC Den Bosch        | 3-4             |
| 2008/09 | 2e ronde | HSC '21 - Sparta Rotterdam    | 1-2             |
| 2010/11 | 3e ronde | HSC '21 - Go Ahead Eagles     | 0-2             |
| 2010/11 | 2e ronde | Achilles '29 - HSC '21        | 5-1             |
| 2015/16 | 2e ronde | HSC '21 - Go Ahead Eagles     | 2-2 (9-10 n.s.) |

- 1999/00 HSC'21-NEC Nijmegen niet gespeeld wegens verbod burgemeester Haaksbergen

## Bekende (oud-)spelers
- Sergio Babb
- Alexander Bannink
- Maurice Bartelds
- Nino Beukert
- Tom Bloeming
- Joost Volmer

## Opmerkelijk
- Tussen 1995 en 2004 kende HSC'21 met enkele onderbrekingen wegens uitstapjes naar andere clubs een dodelijk aanvalsduo met Erwin Looms en Dennis Sepp. Met zijn tweeën scoorden ze in deze periode meer dan 250 competitiedoelpunten. In 2007 werd het duo weer verenigd bij Excelsior'31 uit Rijssen.
- In 2007 keerde de meest succesvolle trainer uit de clubhistorie terug bij HSC'21. Paul Krabbe werd in zijn eerste periode tussen 1997 en 2000 onder andere algeheel amateurkampioen.
- In november 2009 maakte de bekendste speler van HSC '21, Joost Volmer, bekend dat hij een punt achter zijn carrière zet. Joost begon te voetballen bij HSC'21 op 5-jarige leeftijd.

Bon Boys · Buurse · Haaksbergen · Hoeve Vooruit · HSC '21